# Talat Khanlarov
Talat Khanlarov (en azerí: Tələt Xanlarov) fue arquitecto de Azerbaiyán, académico de la Academia Nacional de Ciencias de Azerbaiyán, Arquitecto de Honor de la RSS de Azerbaiyán y vicepresidente de la Academia Internacional de Arquitectura Oriental.

## Biografía
Talat Khanlarov nació el 26 de agosto de 1927 en Bakú. En 1956 se graduó de la Universidad Técnica de Azerbaiyán. Él fue académico de la Academia Nacional de Ciencias de Azerbaiyán y vicepresidente de la Academia Internacional de Arquitectura Oriental. Talat Khanlarov fue autor de más de 60 proyectos. El arquitecto recibió el título “Arquitecto de Honor de la RSS de Azerbaiyán” en 1975 y fue galardonado con la Orden Shohrat 2000.
Talat Khanlarov murió en 2004 en Bakú.

## Obras

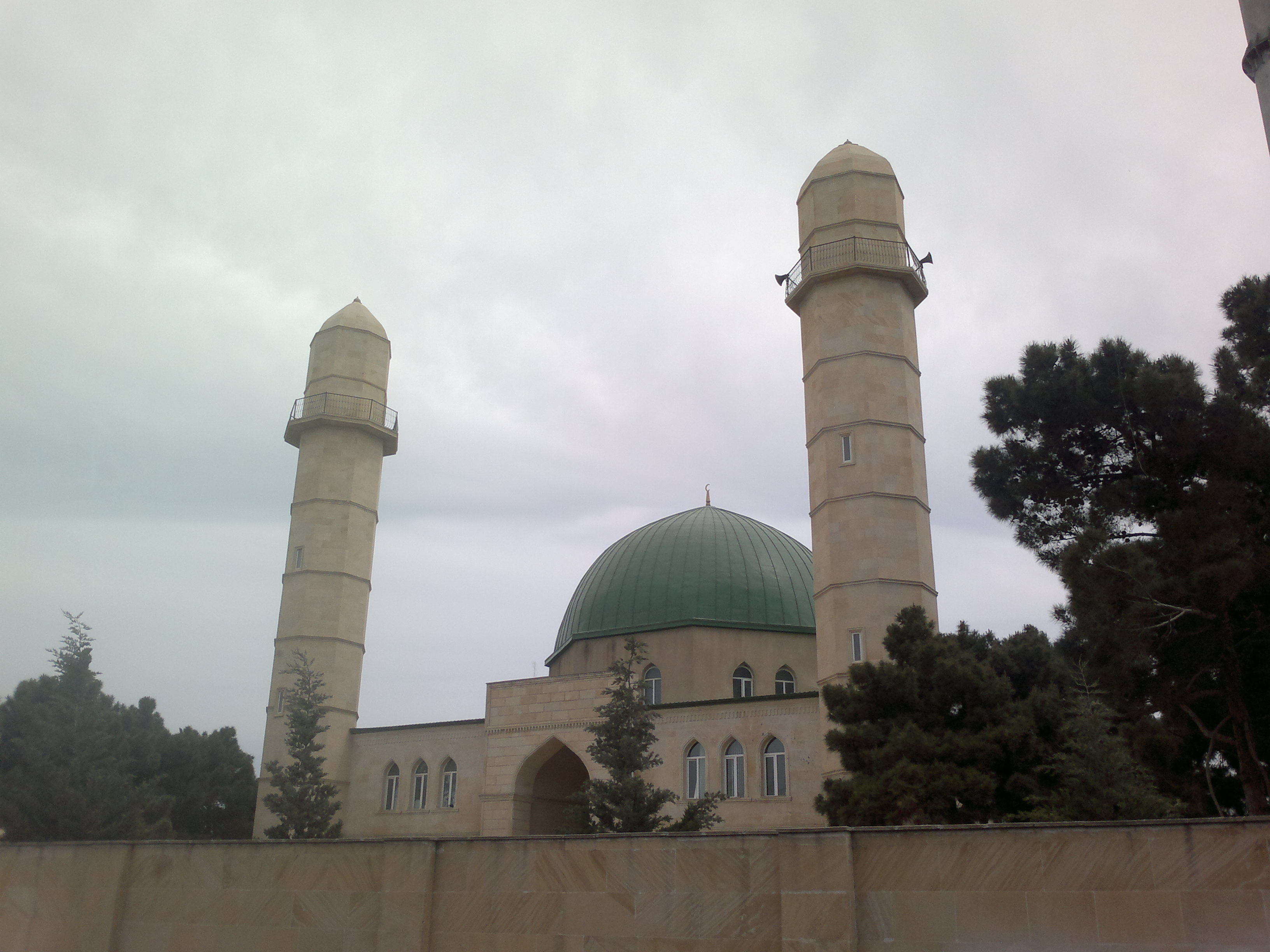
Mezquita Imam Rza

## Premios y títulos
- Premio Estatal de la RSS de Azerbaiyán (1967)
- Medalla Conmemorativa por el Centenario del Natalicio de Lenin (1970)
- Arquitecto de Honor de la RSS de Azerbaiyán (1975)
- Orden de la Insignia de Honor (1980)
- Orden Shohrat (2000)